# Tom Coburn
Thomas Allen Coburn (Casper (Wyoming), 14 maart 1948 – Tulsa (Oklahoma), 28 maart 2020) was een Amerikaans politicus. Hij was een Republikeins senator voor de staat Oklahoma.

## Levensloop
Coburn behaalde een Bachelor of Science aan de Oklahoma State University. In 1968 trouwde hij met Carolyn Denton. Samen kregen zij drie dochters. Nadat hij hersteld was van melanoom behaalde hij in 1983 een medische graad aan de University of Oklahoma. Daarna opende hij een dokterspraktijk, en werd voorganger in een Southern Baptist Church.
In 1990 werd Coburn aangeklaagd, omdat hij tijdens een levensreddende operatie van een 20-jarige vrouw beide eileiders had verwijderd, waarvan één nog functioneerde. De vrouw klaagde hem aan omdat zij hem geen toestemming had gegeven om haar te steriliseren. Coburn stelde dat hij haar mondelinge toestemming had. De aanklacht werd uiteindelijk afgewezen omdat er geen bewijs van schuld was aan de kant van Coburn. Vanwege Coburns publieke profiel werd de affaire regelmatig opgerakeld.

## Politieke carrière

### Huis van Afgevaardigden
In 1994 stelde Coburn zich verkiesbaar voor het Huis van Afgevaardigden in een als Democratisch bekendstaand district, maar slaagde erin gekozen te worden. In het Huis van Afgevaardigden stond hij bekend als een van de meest conservatieve leden. Coburn was een fel tegenstander van abortus en wilde de federale overheidsuitgaven drastisch verlagen.

### Reputatie
In het Huis van Afgevaardigden kreeg hij de reputatie van een non-conformist, onder andere dankzij de felle debatten die hij had met Newt Gingrich, de voorzitter van het Huis. Veel van zijn handelingen werden bepaald vanuit de vooronderstelling dat de Republikeinse partij te veel opschoof naar links.

### Protest tegen Schindler's List
In 1997 trok Coburn de aandacht naar zich toe door te protesteren tegen het uitzenden van de film Schindler's List door NBC in prime-time. Hij maakte bezwaar tegen het bloot en geweld in de film. Deze actie leverde hem echter veel kritiek op, ook van mede-Republikeinen, die aangaven dat Schindler's List een film is die in de eerste plaats gaat over de gevolgen van de Holocaust. Coburn bond in en nam zijn woorden terug. In zijn boek stelde hij dat deze actie een van de grootste vergissingen uit zijn leven was, ook al vond hij nog steeds dat de film niet in prime-time zou moeten worden uitgezonden.

### Overige
Coburn ging in 2000 achter de conservatieve activist en voormalig diplomaat Alan Keyes staan als Republikeinse genomineerde voor het presidentschap. In datzelfde jaar kwam een einde aan zijn periode in het Huis van Afgevaardigden omdat hij zich niet meer verkiesbaar stelde. Hij keerde terug naar zijn medische praktijk en schreef een boek over zijn periode in Washington D.C. getiteld Breach of Trust: How Washington Turns Outsiders Into Insiders. In het boek gaf Coburn zijn visie op de interne Republikeinse debatten over het Contract With Amerika. Ook bleek in het boek zijn afkeer van carrière-politici.

## Senaat

### Verkiezing
In 2004 besloot Coburn zich verkiesbaar te stellen voor de Senaat en nam het op tegen door de Republikeinse partij naar voren gebrachte kandidaat. Hij won de voorverkiezingen echter overtuigend met 61 procent van de stemmen. Ook versloeg hij zijn Democratisch opponent. In de campagne stelde hij dat homoseksualiteit vandaag de dag de grootste bedreiging is voor Amerika.

### Juridisch comité
Coburn had in de senaat onder andere zitting in het juridische comité. Op 19 april 2007 was hij de eerste Republikein die opriep tot het ontslag van minister van Justitie Alberto Gonzales, naar aanleiding van het ontslag van acht federale aanklagers.

### Standpunten
Aangaande de voorstellen voor de financiering voor de oorlog van Irak heeft Coburn verschillende keren tegengestemd. Wat betreft het onderwerp abortus heeft hij voor controverse gezorgd door te stellen dat elke abortusarts de doodstraf verdient. Ook heeft hij gestemd tegen de mogelijkheid om een abortus te ondergaan in het geval van verkrachting.

### Terugtreden
Coburn trad in januari 2015 terug vanwege gezondheidsklachten. Als zijn opvolger werd partijgenoot James Lankford gekozen.
- International Standard Name Identifier: 0000 0000 3674 1039
- Library of Congress Control Number: n2003030385
- Biographical Directory of the United States Congress: C000560
- Virtual International Authority File: 70762512
- WorldCat: E39PBJf48GWrJWyYmMWcTX6VG3